# Порто Карас
Порто Карас (на гръцки: Πόρτο Καρράς) е един от най-големите и най-известни курорти в Гърция. Разположен е на полуостров Ситония, част от Халкидическия полуостров.

## История
Порто Карас е създаден от Янис Карас, гръцки бизнесмен и корабовладелец. Курортът е планиран от видния германски архитект Валтер Гропиус, но изграждането му започва в 1973 година, след смъртта на Гропиус. Порто Карас Гранд Ризорт включва четири големи хотела - петзвездните „Мелитон“ и „Ситония“, както и хотелите в бунгален стил „Марина Вилидж“ и „Вила Галини“. В курорта има 45 000 маслинови дървета, баскетболен, футболен, тенис и голф комплекс, спа и таласотерапия център, както и лозя на площ 475 000 m². В курорта е най-голямата частна марина в Северна Гърция с капацитет 315 съда, изградена от френския производител на марини и понтони „Маринтек“. Порто Карас е собственост на „Текникъл Олимпик Груп“.